# Nauplius

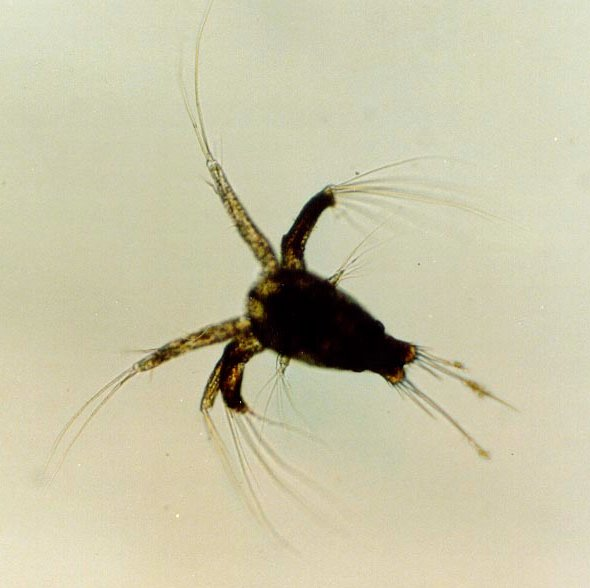
Nauplius van een garnaal

Een nauplius (meervoud nauplii) is een larvale vorm bij kreeftachtigen.
Ze bestaan uit een kop en een telson. Nauplii hebben een mediaan, enkelvoudig oog (naupliair oog) en drie paar aanhangsels die in het volwassen dier de antennule, de antenne en de mandibel zullen worden.
Nauplii zijn meestal de eerste fase in de ontwikkeling na het verlaten van het ei.